# Svetlana Goncharova
Svetlana B. Goncharova (n. 1958) es una bióloga molecular y botánica rusa.
Es especialista en Crassulaceae, con énfasis en marcadores moleculares y filogenética. Comparte coautoría con su esposo, también biólogo molecular Andréi Goncharov.
- La abreviatura «S.B.Gontch.» se emplea para indicar a Svetlana Goncharova como autoridad en la descripción y clasificación científica de los vegetales.[1]

## Fuente
- Goncharova, S.B., A.A. Goncharov. 2007. Molecular Phylogenetics of Crassulaceae Genes. Genomes and Genomics I ( 2): 40-46